# مارك بيل
مارك بيل (بالإنجليزية: Mark Bell)‏ (8 فبراير 1881 بإدنبرة في المملكة المتحدة - 22 أكتوبر 1961) هو لاعب كرة قدم بريطاني (وحمل سابقاً جنسية المملكة المتحدة لبريطانيا العظمى وأيرلندا) في مركز جناح ‏. شارك مع منتخب اسكتلندا لكرة القدم. أما مع النوادي، فقد لعب مع نادي ساوثهامبتون ونادي غيلينغهام ونادي فولهام ونادي ليتون أورينت وهارت أوف ميدلوثيان ونادي ليتون ‏.

## وصلات خارجية
- مارك بيل على موقع الاتحاد الإسكتلندي (الإنجليزية)
- مارك بيل على موقع قاعدة بيانات كرة القدم.إي يو (الإنجليزية)